# Björkön
Björkön är en småort i Njurunda socken i Sundsvalls kommun, Västernorrlands län.

## Befolkningsutveckling
| Befolkningsutvecklingen i Björkön 1990–2015 | Befolkningsutvecklingen i Björkön 1990–2015 | Befolkningsutvecklingen i Björkön 1990–2015 | Befolkningsutvecklingen i Björkön 1990–2015 | Befolkningsutvecklingen i Björkön 1990–2015 |
| ------------------------------------------- | ------------------------------------------- | ------------------------------------------- | ------------------------------------------- | ------------------------------------------- |
|                                             |                                             |                                             |                                             |                                             |
| År                                          |                                             |                                             | Folkmängd                                   | Areal (ha)                                  |
| 1990                                        | 1990                                        |                                             | 127                                         | 47#                                         |
| 1995                                        | 1995                                        |                                             | 119                                         | 45#                                         |
| 2000                                        | 2000                                        |                                             | 117                                         | 45#                                         |
| 2005                                        | 2005                                        |                                             | 117                                         | 47#                                         |
| 2010                                        | 2010                                        |                                             | 111                                         | 47#                                         |
| 2015                                        | 2015                                        |                                             | 71                                          | 27#                                         |
| Anm.: # Som småort.                         |                                             |                                             |                                             |                                             |